# USS Arkansas (BB-33)
El USS Arkansas (BB-33) fue un acorazado tipo dreadnought, segundo de la clase Wyoming, construido por la Armada de los Estados Unidos en el astillero de la New York Shipbuilding Corporation. Fue la tercera embarcación en llevar el nombre del estado de Arkansas. Su quilla fue colocada en enero de 1910, fue botado en enero de 1911, y fue puesto en servicio con la Armada en septiembre de 1912. El Arkansas estaba armado con una batería de doce cañones de 305 mm, y era capaz de alcanzar una velocidad máxima de 20.5 nudos (38 km/h)
Sirvió en ambas guerras mundiales. Durante la Primera Guerra Mundial, sirvió como parte de la 9.ª División de Acorazados, que fue anexada a la Gran Flota Británica; pero no vio acción durante la guerra. Durante el período de entreguerras, realizó una variedad de tareas, que incluían cruceros de entrenamiento para guardamarinas, y visitas de buena voluntad en ultramar.
Tras el estallido de la Segunda Guerra Mundial, llevó a cabo patrullajes de neutralidad en el Atlántico, previo a la entrada de los Estados Unidos a la guerra. A partir de entonces, escoltó convoyes hacia Europa durante 1944; en junio, brindó apoyo en la invasión de Normandía, y en agosto, brindó apoyo de artillería durante la invasión del sur de Francia. En 1945, fue transferido al Pacífico, y bombardeó posiciones japonesas durante las invasiones de Iwo Jima y Okinawa. Después del fin de la guerra, transportó tropas de regreso a Estados Unidos como parte de la operación Alfombra Mágica. Fue utilizado como barco objetivo en la operación Crossroads, que fueron un par de pruebas de armas nucleares en el Atolón Bikini, en julio de 1946.

## Diseño
El Arkansas tenía una eslora de 171 m, una manga de 28 m, y un calado de 9 m. Tenía un desplazamiento estándar de 26 000 toneladas largas, y de 27 680 a máxima capacidad. Era impulsado por turbinas de vapor Parsons de cuatro ejes con una potencia de 28 000 caballos de fuerza (21 000 kW). El vapor era generado por doce calderas Babcock & Wilcox de carbón que generaban una velocidad máxima de 20.5 nudos (38 km/h). Tenía una autonomía de crucero de 8000 millas náuticas (15 000 km) a una velocidad de 10 nudos (19 km/h).
Estaba armado con una batería principal de doce cañones calibre 305 mm/50 serie 7 en seis torretas dobles serie 9 en la línea central, de las cuales dos estaban colocadas en dos pares de súperfuego en la proa. Las otras cuatro torretas estaban colocadas en la popa de la superestructura en dos pares de súperfuego. La batería secundaria consistía en veintiún cañones calibre 127 mm/51 montados en casamatas a lo largo del casco.
Su cinturón blindado era de 279 mm de grosor, mientras que las torretas tenían costados de 305 mm de grosor. La torre de mando tenía costados de 292 mm de grosor.

### Modificaciones
En 1925, fue modernizado en el astillero de Filadelfia. Su desplazamiento estándar aumentó significativamente a 26 066 toneladas largas, y a 30 610 a máxima capacidad. Su manga se amplió a 32 metros debido a la instalación de bulges antitorpedos, y su calado aumentó a 9 metros. Sus doce calderas de carbón fueron reemplazadas por cuatro calderas de fueloil White-Foster, que habían sido destinadas a embarcaciones canceladas bajo los términos del tratado naval de Washington; su rendimiento siguió siendo el mismo que tenía con las calderas anteriores. La cubierta blindada de la embarcación fue reforzada con la adición de 89 mm de blindaje a la segunda cubierta entre las barbetas de los extremos, más 44 mm de blindaje en la tercera cubierta en la proa y la popa. La cubierta blindada sobre las salas de máquinas y de calderas fue aumentado en 19 mm y 32 mm, respectivamente. Le fueron retirados cinco cañones de 127 mm, y se le instalaron ocho cañones antiaéreos calibre 76 mm/50. El palo mayor fue retirado para proporcionar espacio para una catapulta de aviones montada en la torreta número 3 de la sección media de la embarcación.

## Historial de servicio

### Primeros años
La quilla del Arkansas fue colocada en el astillero de New York Shipbuilding, en Camden, Nueva York el 25 de enero de 1920, y fue botado el 14 de enero de 1911, después de que le fuera realizado su trabajo de acondicionamiento. La embarcación fue completada en septiembre de 1912 y puesta en servicio con la Armada de los Estados Unidos el 17 del mismo mes en el astillero de Filadelfia, bajo las órdenes del capitán Roy C. Smith. Participó en una revista naval el 14 de octubre de 1912 para el presidente William Taft. La embarcación transportó al presidente a Panamá, para inspeccionar la construcción del Canal de Panamá. Después de desembarcar al presidente y a su comitiva, comenzó un crucero de rendimiento en la Zona del Canal. Durante este crucero, se probó con éxito el primer sistema de telegrafía inalámbrica de larga distancia de onda continua de la Armada, con transmisiones regulares recibidas desde un arco de Pulsen prototipo ubicado en una instalación de transmisiones en Arlington, Virginia. Regresó a la Zona del Canal el 26 de diciembre para transportar al presidente a Cayo Hueso, Florida. Después de completar el viaje, el Arkansas fue asignado a la Flota del Atlántico, y participó con la flota en maniobras frente a la costa este de los Estados Unidos. El primer crucero en alta mar de la embarcación, al mar Mediterráneo, comenzó a finales de octubre de 1913. Ahí, visitó varios puertos, incluyendo Nápoles, Italia, el 11 de noviembre, para celebrar el cumpleaños del rey Víctor Manuel III de Italia.

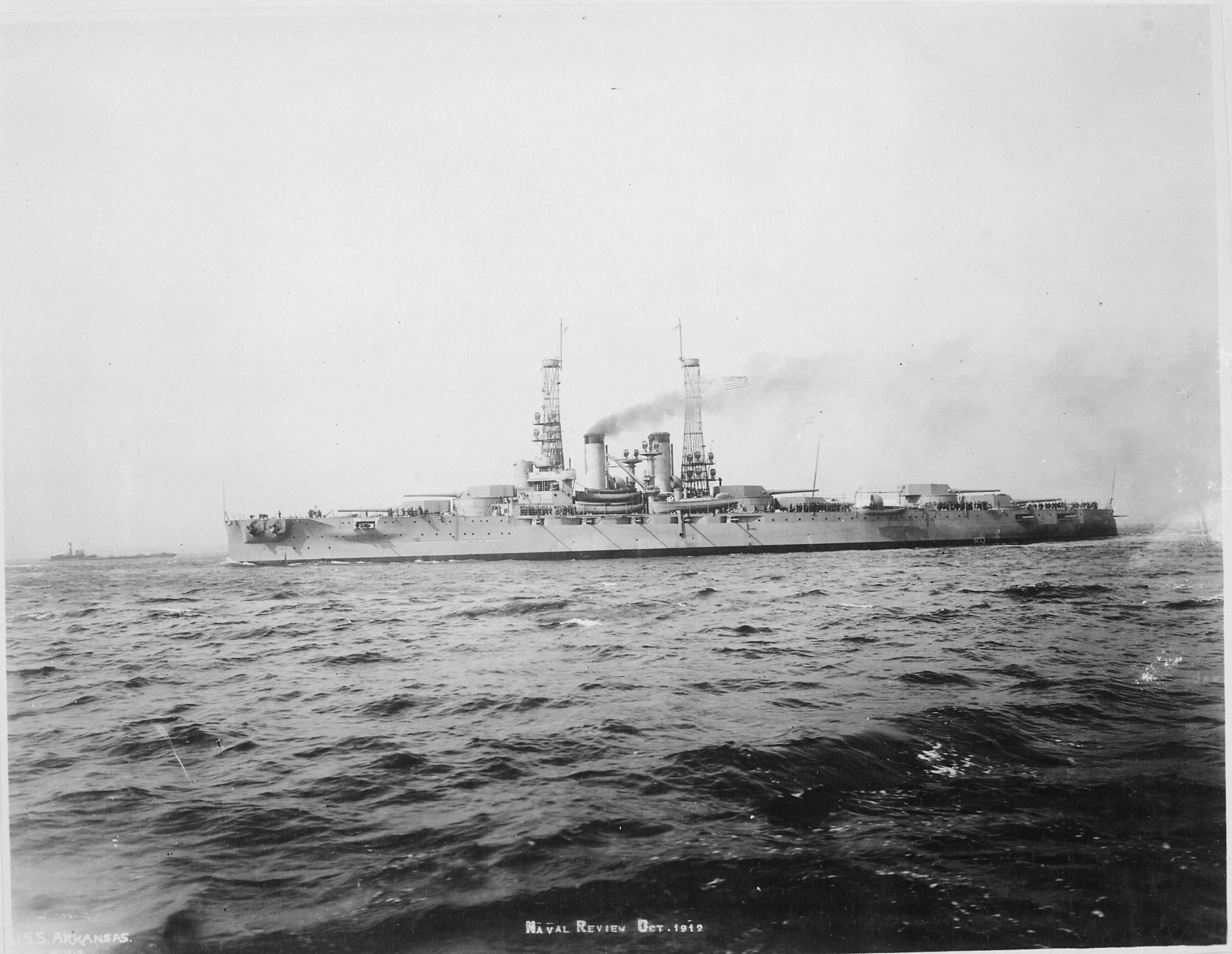
Arkansas, 15 de octubre de 1912

A inicios de 1914, un incidente internacional con México concluyó con la ocupación estadounidense de Veracruz. El Arkansas participó en dicha ocupación, transportando cuatro compañías de infantería naval, que consistían en 17 oficiales, y 313 soldados. Las fuerzas estadounidenses se abrieron paso por la ciudad, hasta que la aseguraron. Cuatro tripulantes del Arkansas murieron en combate, dos de ellos, John Grady y Jonas H. Ingram, recibieron la Medalla de Honor por sus acciones durante la ocupación. El destacamento de la embarcación retornó el 30 de abril; mientras que el Arkansas permaneció en aguas mexicanas hasta el 30 de septiembre, para retornar a Estados Unidos. Mientras estuvo en Veracruz, la embarcación fue visitada el 10 de mayo por el capitán Franz von Papen, agregado militar alemán para Estados Unidos y México, y el contraalmirante Christopher Cradock, comandante del 4.º Escuadrón de Cruceros británico, el 30 de mayo.
El Arkansas arribó a Hampton Roads, Virginia, el 7 de octubre, y después formó parte de ejercicios por una semana. Luego navegó al astillero de Nueva York para un mantenimiento periódico. Después de que las reparaciones fueran completadas, la embarcación zarpó al área de los cabos de Virginia para maniobras de entrenamiento. Regresó al astillero de Nueva York el 12 de diciembre para mantenimiento adicional. Las reparaciones fueron completadas después de un mes, y el 16 de enero de 1915, el Arkansas partió nuevamente a los cabos de Virginia para ejercicios, del 19 al 31 de enero. La embarcación zarpó luego a la bahía de Guantánamo, Cuba, para ejercicios con la flota. Regresó a la costa de Hampton Roads el 7 de abril para entrenamientos, seguido por otro período de mantenimiento en el astillero de Nueva York, que comenzó el 23 de abril.
Las reparaciones fueron completadas el 25 de junio, y la embarcación partió a Newport, Rhode Island para prácticas con torpedos y maniobras tácticas en la bahía Narragansett, que duraron hasta finales de agosto. Regresó a Hampton Roads el 27 de agosto, donde participó en ejercicios en la costa de Norfolk hasta el 4 de octubre. Después regresó a Newport, donde formó parte de maniobras de estrategia, del 5 al 14 de octubre. Se dirigió al astillero de Nueva York el 15 de octubre, donde fue puesto en dique seco para mantenimiento exhaustivo. El trabajo fue completado el 8 de noviembre, cuando retornó a Hampton Roads. El 19 de noviembre, estuvo en Brooklyn para reparaciones que duraron hasta el 5 de enero de 1916, cuando zarpó al mar Caribe, pasando por Hampton Roads, para ejercicios de invierno. Se dirigió a la bahía de Mobile para prácticas con torpedos, antes de regresar a la bahía de Guantánamo. Retornó al astillero de Nueva York el 15 de abril, para una revisión.

### Primera Guerra Mundial
Estados Unidos le declaró la guerra a Alemania el 6 de abril de 1917, uniéndose así a los Aliados de la Primera Guerra Mundial. En ese momento, el Arkansas estaba asignado a la 7.ª División de Acorazados estacionada en Virginia. La embarcación patrulló la costa este de los Estados Unidos, y entrenó tripulaciones de artilleros durante los siguientes catorce meses. Fue enviada a Inglaterra en julio de 1918 para relevar al acorazado Delaware, que había sido asignado para operar con la Gran Flota en el 6.º Escuadrón de Batalla, en diciembre de 1917. El Arkansas partió de Estados Unidos el 14 de julio; mientras se acercaba a la base de la Marina Real Británica, en Rosyth, el acorazado disparó a lo que se pensó era el periscopio de un U-Boot alemán. Los destructores escoltas del Arkansas lanzaron cargas de profundidad, pero no impactaron al presunto submarino. El Arkansas arribó a Rosyth el 28 de julio, y se unió a la 9.ª División de Acorazados que estaba estacionada ahí. Durante el resto del conflicto, la 9.ª División operó como el 6.º Escuadrón de Batalla de la Gran Flota.
El 11 de noviembre, entró en vigor el armisticio con Alemania que puso fin a la guerra. Los términos de dicho armisticio requerían que Alemania internara su Flota de Alta Mar en Scapa Flow, bajo la supervisión de la Gran Flota. El Arkansas y otros buques de guerra estadounidenses participaron en el internamiento; una flota combinada de 370 buques de guerra británicos, estadounidenses y franceses, se encontraron con la Flota de Alta Mar en el mar del Norte el 21 de noviembre, y la escoltaron al interior de Scapa Flow. El 1 de diciembre, la 9.ª División fue separada de la Gran Flota, con lo cual, el Arkansas partió del Fiordo de Forth, hacia la isla de Pórtland. Entonces se adentró en alta mar para encontrarse con el transatlántico George Washington, que transportaba al presidente Woodrow Wilson a Europa. El Arkansas, y las demás embarcaciones estadounidenses en Europa, escoltaron al transatlántico a Brest, Francia, el 13 de diciembre. Después de completar la escolta, el Arkansas zarpó a Nueva York, donde arribó el 23 de diciembre, para participar con la flota en una revista naval para Josephus Daniels, Secretario de la Armada.

### Período de entreguerras

#### 1919 -1927

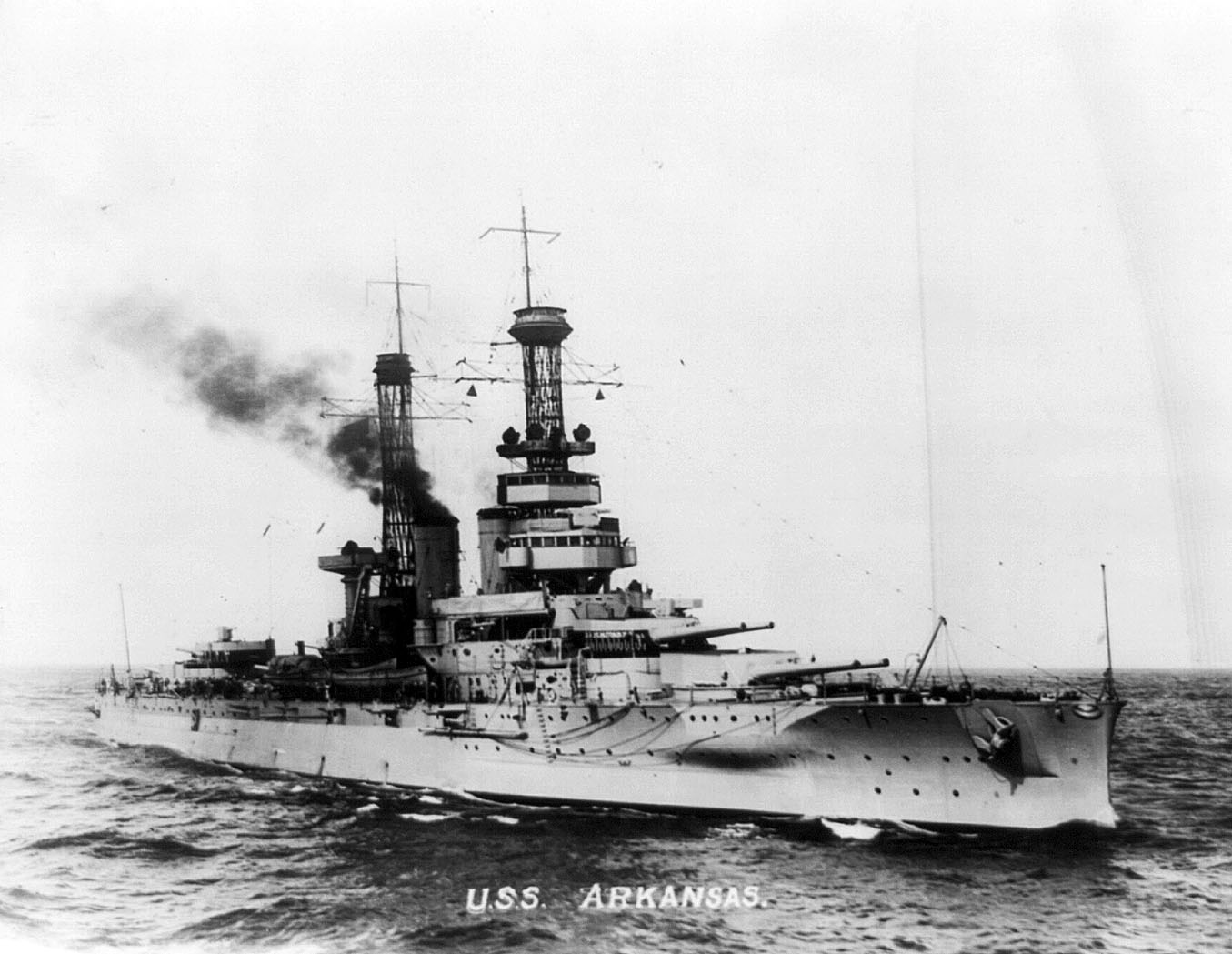
Arkansas, 1920

El régimen de entrenamientos en tiempos de guerra para el Arkansas consistió en entrenamiento individual, una maniobra anual con la flota, y mantenimientos periódicos en dique seco. Participó también en competencias de artillería e ingeniería. Después de regresar a Estados Unidos, entró a dique seco en el astillero de Norfolk para una revisión exhaustiva. Se unió después con la flota para realizar ejercicios de entrenamiento en la costa de Cuba, después de los cuales cruzó el Atlántico, dirigiéndose a Europa. Arribó a Plymouth el 12 de mayo de 1919, y formó parte en observaciones climatológicas el 19 del mismo mes, después sirvió como embarcación de referencia para guiar a hidrocanoas Curtiss NC, de la bahía de Trepassey, Terranova, a Europa. Después de completar su misión, zarpó a Brest el 10 de junio, y embarcó al almirante William Benson, Jefe de Operaciones Navales, y a su esposa. El Arkansas los transportó de vuelta a Nueva York después de que Benson finalizara su participación en la Conferencia de Paz de París; arribando el 20 de junio.
El 19 de julio, zarpó de Hampton Roads para unirse con su nueva asignación: la Flota del Pacífico, estacionada en San Francisco. Arribó el 6 de septiembre, cruzando el Canal de Panamá, y embarcó al Secretario Josephus Daniels, y a su esposa. Los transportó a Blakely Harbor, Washington, el 12 de septiembre, y al siguiente día participó en una revista naval para el presidente Wilson. El 19 de septiembre, entró en el astillero de Puget Sound para una revisión general. Regresó con la flota en mayo de 1920 para entrenamientos de operaciones en la costa de California. La Armada adoptó un sistema de clasificación de cascos, y el 17 de julio, el Arkansas fue asignado como «BB-33». Navegó por primera vez a Hawái en septiembre. A inicios de 1921, visitó Valparaíso, Chile, donde fue recibido por el presidente Arturo Alessandri.
En agosto de 1921, el Arkansas regresó con la Flota del Atlántico, donde se convirtió en buque insignia del Comandante de la Fuerza de Acorazados de la Flota del Atlántico. Durante la década de 1920, el Arkansas transportó guardamarinas de la Academia Naval de los Estados Unidos, para cruceros de verano. Hizo una gira por Europa en 1923; ahí, paró el 2 de julio en Copenhague, donde fue visitado por el rey Cristián X de Dinamarca. Paró también en Lisboa y Gibraltar. Le siguió otro crucero a Europa para guardamarinas en 1924; el crucero de 1925 lo realizó en la costa oeste de los Estados Unidos. El 30 de junio de 1925, paró en Santa Bárbara, California para apoyar en las secuelas del terremoto de Santa Bárbara. El Arkansas, el destructor McCawley, y el buque patrullero PE-34, enviaron destacamentos a tierra para apoyar a la policía de Santa Bárbara. Establecieron también una estación de radio temporal en la ciudad.
Después de completar su crucero de 1925, la embarcación fue modernizada en el astillero de Filadelfia. Sus doce calderas de carbón fueron reemplazadas por cuatro calderas de fueloil, que fueron conectadas a una sola chimenea. También le fue añadido mayor blindaje en su cubierta para protegerla de los disparos, y se le instaló un pequeño mástil trípode en lugar del mástil de celosía de popa. La modernización fue completada en noviembre de 1926, y realizó después un crucero de prueba de rendimiento en el Atlántico. Regresó a Filadelfia, donde realizó pruebas de aceptación antes de poder reincorporarse con la flota. El 5 de septiembre de 1927, estuvo en las ceremonias que revelaron una placa conmemorativa en honor a los soldados y marinos franceses que murieron durante la campaña de Yorktown, en 1781.

#### 1928-1941

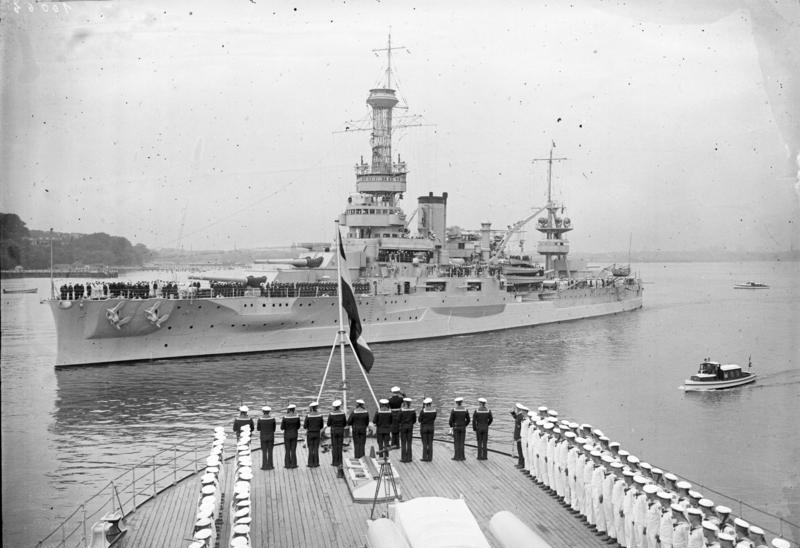
El Arkansas durante su visita a Kiel, Alemania, julio de 1930. Imagen tomada desde el acorazado alemán SMS Schleswig-Holstein.

En mayo de 1928, regresó a los cruceros de entrenamiento con una tripulación de guardamarinas por el Atlántico, a lo largo de la costa este, además de un viaje a Cuba. En junio, participó en un ejercicio conjunto de la Armada y la Marina de defensa costera, como parte de una «flota hostil de ataque». A principios de 1929, realizó un crucero en el Caribe, cerca de la Zona del Canal. Regresó a Estados Unidos en mayo de 1929 para una revisión en el astillero de Nueva York. Después de salir de dique seco, realizó otro crucero de entrenamiento, esta vez a Europa; pasó el tiempo en el Mediterráneo y visitó Bretaña. En agosto, regresó a Estados Unidos y operó con la Flota Exploradora frente a la costa este. El crucero de entrenamiento de 1930 volvió a ser en Europa, donde visitó Cherburgo, en Francia; Kiel, Alemania; Oslo, Noruega; y Edimburgo, Escocia. El crucero continuó hasta finales de año, y en 1931 visitó Copenhague, Greenock, Escocia y Cádiz y Gibraltar, en España. Para septiembre, la embarcación había cruzado el Atlántico y había hecho una parada en Halifax, Nueva Escocia. En febrero, participó en las maniobras Fleet Problem XII, durante las cuales sirvió bajo el mando del almirante Arthur Willard como su buque insignia. Un mes después, del 21 al 22 de marzo, realizó ejercicios con los portaaviones Lexington y Saratoga.
En octubre de 1931, participó en las celebraciones del Sesquincentenario de Yorktown, marcando el aniversario 150 de la Batalla de Yorktown. Embarcó al presidente Herbert Hoover y a su comitiva el 17 de octubre, los transportó a la exposición, y los retornó a Annapolis los días 19 y 20 de octubre. Entró en dique seco para una revisión extensa en el astillero de Filadelfia, que concluyó hasta enero de 1932. Durante este tiempo, estuvo bajo el mando del comandante George Landenberg, y fue transferido a la Flota del Pacífico después de que fuera completada su revisión. Mientras estaba de camino, paró en Nueva Orleans para participar en la celebración del Mardi Gras. Operó en la costa oeste hasta inicios de 1934, en cuyo punto fue transferido de vuelta a la Flota del Atlántico, donde sirvió como buque insignia del Escuadrón de Entrenamiento.
El verano de 1934, realizó otro crucero de entrenamiento por Europa. Paró en Plymouth, Inglaterra; Niza, Francia; Nápoles, Italia y Gibraltar. Regresó a Annapolis en agosto, y después zarpó a Newport. Ahí, pasó revista por el presidente Franklin Roosevelt, y participó en varias competiciones con otras embarcaciones. Transportó al 1.er Batallón 5.º. de Marines, a la isla Culebra, para el ejercicio Fleet Landing (FLEX 1), en enero de 1935. Regresó a sus tareas de cruceros de entrenamiento en junio, y embarcó a los guardamarinas a Europa. Entre las paradas de este crucero estuvieron Edimburgo, Oslo, Copenhague, Gibraltar y Funchal, en la isla de Madeira. En agosto, desembarcó a la tripulación de la Academia Naval y comenzó otro crucero de entrenamiento en Halifax para reservistas navales, al mes siguiente. Una vez completado el crucero, le fueron realizadas reparaciones durante el mes de octubre.
Participó en los ejercicios anfibios FLEX 2, en la isla Culebra, en enero de 1936, después visitó Nueva Orleans nuevamente durante el Mardi Gras. Zarpó a Norfolk para una revisión mayor, que duró hasta la primavera de 1936. Después de la revisión, la embarcación transportó a otra tripulación de guardamarinas a aguas europeas; visitó los puestos de Portsmouth, Inglaterra; Gotemburgo, Suecia; y Cherburgo, regresó a Annapolis en el mes de agosto. Como el año anterior, realizó otro crucero de entrenamiento para reservistas y después entró en dique seco para una revisión, en Norfolk. El resto de la década de 1930 consistió en un patrón similar, con un crucero de entrenamiento para guardamarinas en Europa en 1937, y dos cruceros en el Atlántico occidental, en 1938 y 1939 respectivamente.
Cuando estalló la Segunda Guerra Mundial en septiembre de 1939, el Arkansas estaba atracado en Hampton Roads, preparándose para partir a un crucero de entrenamiento para reservistas. Zarpó para transportar hidroplanos y equipamiento de aviación de Norfolk, a la bahía de Narragansett, donde la Armada planeaba establecer una base para hidroplanos. Mientras estaba en Newport, cargó artillería para destructores y la transportó a Hampton Roads. Después de regresar a Virginia, fue asignado a una fuerza de reserva para las Patrullas de Neutralidad del Atlántico, junto con su embarcación hermana, el Wyoming, los acorazados New York y Texas, y el portaaviones Ranger. El 11 de enero de 1940, el Arkansas, el New York y el Texas se separaron de la patrulla para realizar maniobras en la costa de Cuba. Pasó por una revisión en Norfolk entre el 18 de marzo y el 24 de mayo. Después de completar su reacondicionamiento, realizó otro crucero de entrenamiento para guardamarinas, junto con el Texas y el New York, hacia Panamá y Venezuela. A finales de 1940, realizó tres cruceros más en el Atlántico para entrenamiento de reservistas.
El 19 de diciembre de 1940, con 500 reservistas a bordo, el Arkansas colisionó a las 03:00 hora local, con el Collier Melrose, de la compañía Mystic Steamship de Boston, frente a la costa de Sea Girt, en Nueva Jersey. Aunque fue un golpe leve, las placas subacuáticas del collier se agrietaron, y la embarcación se hundió antes de llegar a dique seco en Brooklyn, después de navegar 40 nmi hacia el puerto.
Los meses que siguieron, Estados Unidos se acercó gradualmente a la guerra en el Atlántico. La embarcación fue asignada con la fuerza de escolta para los infantes de marina desplegados para ocupar Islandia, en julio de 1941, junto al New York, dos cruceros, y once destructores. La fuerza de tarea se desplegó desde la estación naval de Argentia, en Terranova, el 1 de julio, y regresaron a puerto el 19 de julio. El 7 de agosto, el Arkansas entró como patrulla de neutralidad a mitad del Atlántico durante una semana. Después de regresar a puerto, zarpó para la conferencia de la Carta del Atlántico, con el presidente Roosevelt y el Primer Ministro Británico Winston Churchill, que se llevó a cabo a bordo del HMS Prince of Wales. Mientras estuvo ahí, el Subsecretario de Estado de los Estados Unidos, Sumner Welles, permaneció a bordo del Arkansas. Realizó otro patrullaje de neutralidad entre el 2 y el 11 de septiembre.

### Segunda Guerra Mundial

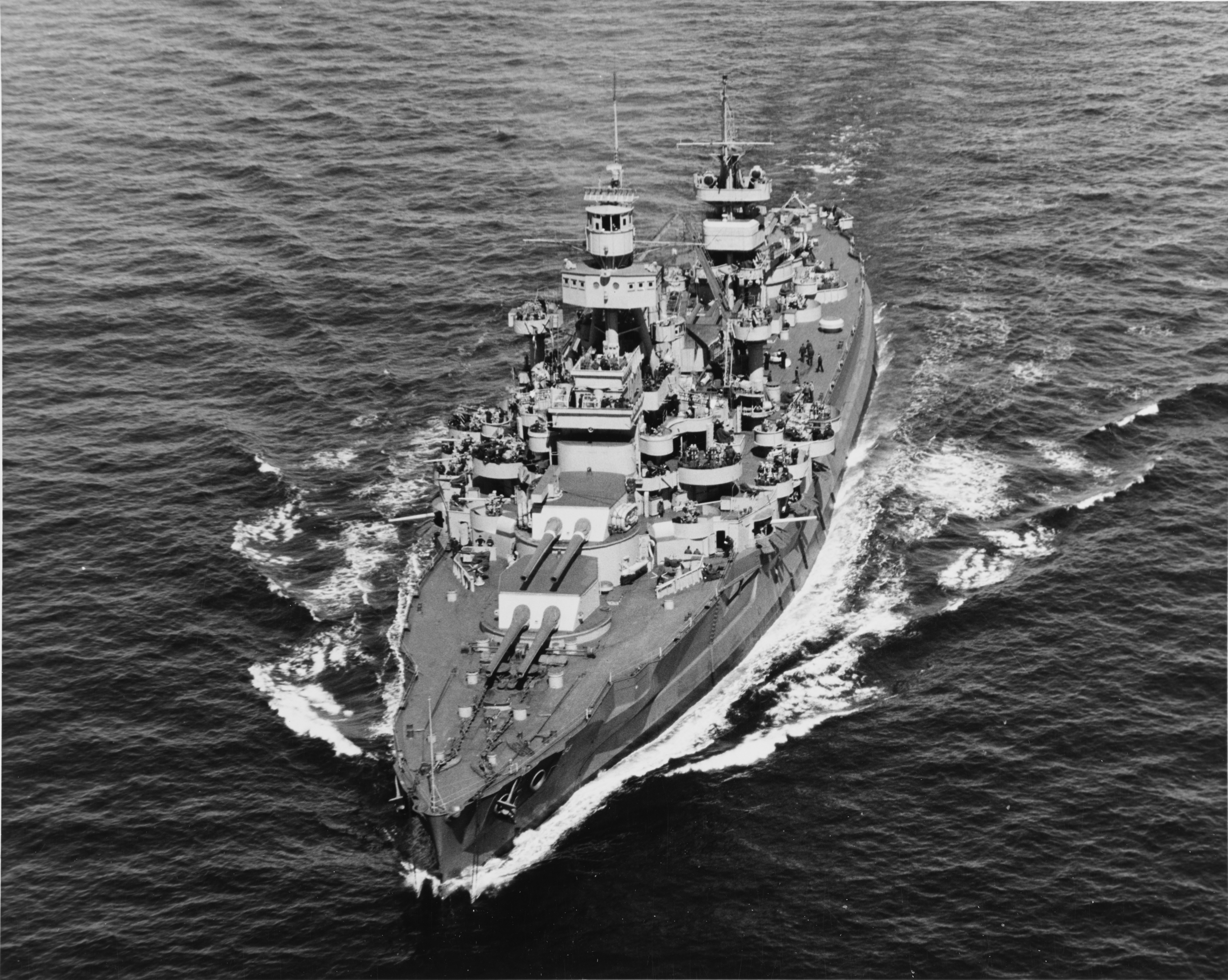
Arkansas, 1944.

El Arkansas estaba anclado en la bahía de Casco, Maine, el 7 de diciembre de 1941, cuando Japón atacó Pearl Harbor, lo que llevó a la guerra a Estados Unidos. Una semana más tarde, navegó a Hvalfjörður, Islandia, y regresó a Boston el 24 de enero de 1942. Realizó maniobras de entrenamiento en la bahía de Casco, para preparar a su tripulación para tareas de escolta de convoyes. El 6 de marzo, arribó a Norfolk para una revisión. La batería secundaria fue reducida a seis cañones calibre 130 mm/51. También le fueron añadidos 36 cañones Bofors de 40 mm antiaéreos (AAA), en monturas cuádruples, y 26 cañones Oerlikon de 20 mm (AAA). La experiencia en Pearl Harbor obligó a que la Armada de Estados Unidos fuera consistente en la necesidad de aumentar el armamento antiaéreo ligero. El armamento de cañones calibre 76 mm/50 también fue incrementado de 8 a 10 cañones. El trabajo duró hasta el 2 de julio, después el Arkansas realizó un crucero de prueba en la bahía de Chesapeake; procedió luego a Nueva York, llegando el 27 de julio. Ahí, se convirtió en buque insignia de la Fuerza de Tarea 38 (TF38), la escolta de un convoy de 12 transportes con destino a Escocia. El convoy llegó a Greenock el 17 de agosto, y el Arkansas retornó a Nueva York el 4 de septiembre.
Volvió a escoltar un convoy a Escocia, regresando a Nueva York el 20 de octubre. A partir de entonces, los convoyes fueron enviados al norte de África, en apoyo a la operación Torch. El Arkansas cubrió a su primer convoy, junto con ocho destructores, el 3 de noviembre. Regresó a Nueva York el 11 de diciembre, donde entró a dique seco para otra revisión. El 2 de enero de 1943, partió de Nueva York para realizar entrenamientos de artillería en la bahía de Chesapeake. De vuelta en Nueva York, el 30 de enero, la tripulación de la embarcación se preparó para regresar a sus tareas de escolta. Escoltó dos convoyes más a Casablanca, entre febrero y abril, antes de regresar a Nueva York para otro período en dique seco, que duró hasta el 26 de mayo. Regresó a su tarea como buque escuela para guardamarinas con base en Norfolk. Reanudó sus funciones como escolta después de cuatro meses, y el 8 de octubre, zarpó a Bangor, Irlanda del Norte. Permaneció ahí hasta noviembre, y partió el 1 de diciembre con destino a Nueva York. Después de arribar el 12 de diciembre, entró a dique seco para más reparaciones, y regresó a Norfolk el 27 de diciembre del mismo mes. La embarcación escoltó a otro convoy con destino a Irlanda, el 19 de enero de 1944, antes de regresar a Nueva York el 12 de febrero. Le siguió otra ronda de simulacros de artillería el 28 de marzo, después entró a Boston para un período más en dique seco.
Partió el 18 de abril a Irlanda del Norte, donde hizo tareas de entrenamiento de bombardeo costero, ya que había sido asignado con la fuerza de bombardeo costero para el apoyo en la operación Overlord, la invasión del norte de Francia. Fue asignado en el Grupo II, junto al Texas y cinco destructores. Sus pilotos de hidroaviones de observación avanzada, fueron asignados temporalmente al Escuadrón de Observación 7 (VOS-7) de Spitfires, del aeródromo naval RNAS Lee-on-Solent (HMS Daedalus). El 3 de junio, dejó sus amarres, y la mañana del 6 de junio, tomó posición a 3700 m de la playa de Omaha, aproximadamente. A las 05:52 hora local, los cañones del acorazado dispararon en combate por primera vez en su carrera. Bombardearon posiciones alemanas alrededor de la playa de Omaha hasta el 13 de junio, cuando fue trasladado para apoyar a las fuerzas en tierra en Grandcamp-Maisy. El 25 de junio, el Arkansas bombardeó Cherburgo en apoyo del ataque estadounidense al puerto; el puerto cayó ante los aliados al siguiente día, y el Arkansas regresó a puerto, primero a Weymouth, Inglaterra, y luego a Bangor, Irlanda del Norte, el 30 de junio.
El 4 de julio, el Arkansas partió de Irlanda del Norte hacia el mar Mediterráneo, llegó a Orán, Argelia el 10 de julio, para continuar a Tarento, el día 21. Ahí, se unió a la fuerza de apoyo para la operación Dragoon, la invasión del sur de Francia. Nuevamente, el 15 de agosto, el acorazado proveyó fuego de artillería en apoyo a la invasión anfibia, junto con otros seis cruceros Aliados. El bombardeo duró dos días, después de los cuales se retiró, primero a Palermo, y luego a Orán. Finalmente regresó a Estados Unidos, arribando a Boston el 14 de septiembre, donde pasó por otra revisión que duró hasta inicios de noviembre. Zarpó a California cruzando por el Canal de Panamá, y pasó el resto del año realizando maniobras de entrenamiento. El 20 de enero de 1945. partió de California hacia Pearl Harbor, y continuó después a Ulithi para unirse con la flota en preparación al asalto anfibio a Iwo Jima. Ahí, fue asignado con la Fuerza de Tarea 54 (TF54), que incluía a otros cinco acorazados, cuatro cruceros, y dieciséis destructores.
El 16 de febrero, estuvo en posición frente a la costa de Iwo Jima, y a las 06:00 hora local, abrió fuego contra las posiciones japonesas en la costa occidental de la isla. El bombardeo duró hasta el 19 de febrero, aunque permaneció frente a la isla durante toda la batalla de Iwo Jima, lista para proveer soporte de fuego para los infantes de marina estadounidenses en tierra. Partió el 7 de marzo, con dirección a Ulithi, arribando el día 10, donde fue rearmado y repostado en preparación para la próxima operación mayor en la guerra del Pacífico, la invasión de Okinawa. Abandonó Ulithi el 21 de marzo, y arribó a Okinawa cuatro días después, cuando inició el bombardeo junto con la TF54. Los soldados e infantes de marina desembarcaron el 1 de abril, y el Arkansas continuó con su soporte de fuego durante el transcurso de 46 días de la batalla de Okinawa. Aviones kamikazes atacaron continuamente a la embarcación, pero ninguno acertó. Abandonó la isla en mayo, arribando a Guam el 14 de ese mes. Procedió después al golfo de Leyte, el 12 de junio, lugar al que arribó cuatro días después. Ahí, fue asignado con la Fuerza de Tarea 95.7, junto con el Texas y tres cruceros. Permaneció en las Filipinas hasta el 20 de agosto, cuando partió a Okinawa, llegando a la bahía de Buckner el 23 de agosto, momento en el que Japón ya se había rendido, poniendo fin a la Segunda Guerra Mundial. En el transcurso de la guerra, el Arkansas ganó cuatro estrellas de servicio.

### Posguerra

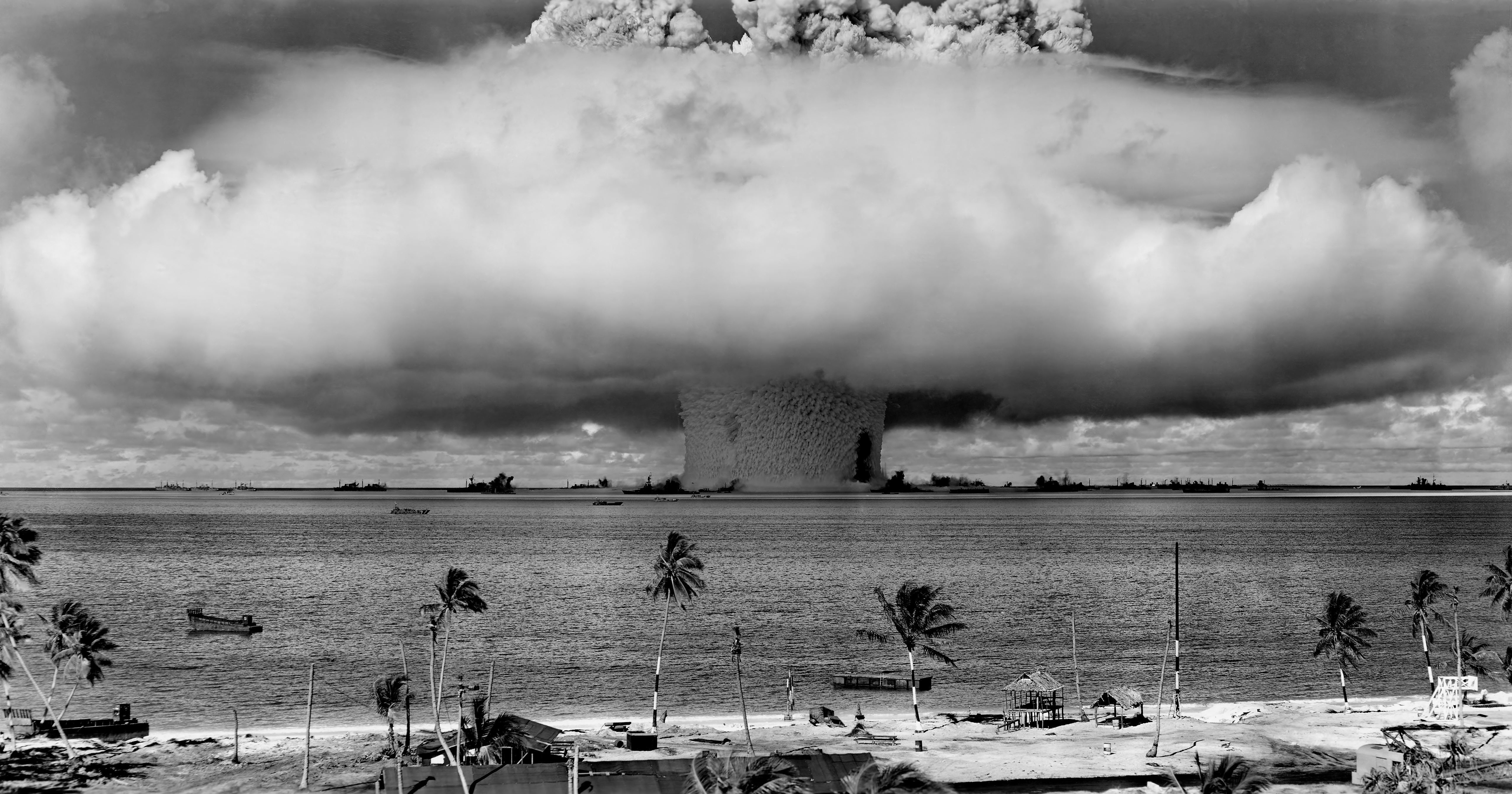
Hundimiento del Arkansas durante la prueba nuclear Baker. La franja negra a la derecha de la columna de la explosión marca la ubicación del Arkansas sozobrando.

Al término de la guerra, el Arkansas participó en la operación Alfombra Mágica, la repatriación del Pacífico de los soldados estadounidenses. Transportó cerca de 800 soldados de regreso a Estados Unidos, partiendo el 23 de septiembre, y arribando a Seattle, Washington el 15 de octubre. Realizó otros tres viajes entre Pearl Harbor y la costa continental de Estados Unidos, para transportar más soldados. Permaneció en San Francisco durante los tres primeros meses de 1946. A finales de abril, la embarcación se dirigió a Hawái. Arribó a Pearl Harbor el 8 de mayo, y partió de ahí el día 20, con destino al atolón Bikini, marcado para ser usado como blanco para pruebas de bombas nucleares, en la operación Crossroads. El 1 de julio, el Arkansas estuvo expuesto a una ráfaga de aire de la prueba Able, pero sobrevivió con grandes daños por impacto en sus cubiertas superiores, mientras que su casco y sus torretas blindadas sufrieron daños menores.
El 25 de julio, el acorazado fue hundido por la prueba nuclear submarina Baker, en el atolón Bikini. Sin atenuación por el aire, el impacto fue «transmitido directamente al casco sumergido», y el Arkansas, a tan solo 230 m del epicentro, pareció haber sido «aplastado desde abajo por un tremendo martillazo». Parece que la oleada de agua de la explosión volteó el barco, que luego se hundió en el fondo poco profundo por el descenso de la columna de agua arrojada por la explosión. Dado de baja el 29 de julio, fue retirado del Registro Naval de Embarcaciones el 15 de agosto. La embarcación yace invertida bajo unos 55 m de agua al fondo de la laguna Bikini, donde sirve como un arrecife artificial.